# Galaxea acrhelia
Galaxea acrhelia là một loài san hô trong họ Oculinidae. Loài này được Veron mô tả khoa học năm 2002.